# Laufenburg (Suíça)
Laufenburg é uma comuna da Suíça, situada no distrito de Laufenburg, no cantão de Argóvia. Tem 2,28 km² de área e sua população em 2018 foi estimada em 3.632 habitantes.
Constitui uma aglomeração urbana com a cidade homônima da Alemanha na margem direita do Rio Reno.